# James Connolly (politico)
James Connolly (Edimburgo, 5 giugno 1868 – Dublino, 12 maggio 1916) è stato un sindacalista, rivoluzionario e patriota irlandese.

## Infanzia e prime esperienze
Nato ad Edimburgo, Scozia, da immigrati irlandesi, per questo motivo assunse per tutta la vita un accento scozzese nel parlato. Lasciò la scuola per lavorare all'età di undici anni, per problemi economici della sua famiglia, ma nonostante ciò divenne uno dei più importanti teorici Marxisti del tempo. Si arruolò nell'Esercito del Regno Unito all'età di quattordici anni e fu stanziato a Dublino dove avrebbe più tardi incontrato la futura moglie. In questo periodo maturò un forte disprezzo per il Regno Unito, e quando il suo corpo venne trasferito per essere stanziato in India, disertò. A sommarsi all'insofferenza per i modi dei soldati del Regno Unito, fu l'aver conosciuto Lillie Reynolds, sua futura moglie, con cui si trasferì in Scozia, a Edimburgo. Fu lì dove iniziò i primi contatti con i socialisti di Scozia, nel 1892 era già un'importante figura della Scottish Socialist Federation, con il ruolo di segretario dal 1895; già nel 1896 aveva fondato l'Irish Socialist Republican Party. Connolly fu tra i fondatori del Socialist Labour Party che si divise dalla Social Democratic Federation nel 1903.
Braccio destro di James Larkin nell'Irish Transport and General Workers Union, fondò nel 1913 l'Irish Citizen Army (ICA), un gruppo armato e ben addestrato il cui compito era quello di difendere lavoratori e scioperanti, in particolar modo dalla brutalità della Dublin Metropolitan Police. Nonostante contassero al massimo su 250 membri, il loro obiettivo divenne presto l'instaurazione di una nazione irlandese, indipendente e socialista
.

## Il 1916
Nel 1916, considerando gli appartenenti all'organizzazione Irish Volunteers troppo borghesi e poco focalizzati sull'indipendenza economica dell'Irlanda e pensando che fossero poco risoluti nel prendere le armi contro l'impero Britannico, tentò di spronarli all'azione minacciando di mandare il suo corpo minuto, l'ICA, da solo contro l'Impero, se necessario. Ciò allarmò i membri dell'Irish Republican Brotherhood, che avevano già infiltrato i Volunteers e che avevano dei piani per un'insurrezione quello stesso anno. I leader dell'IRB, compresi Tom Clarke e Patrick Pearse incontrarono Connolly per vedere se un accordo potesse essere raggiunto. Si è detto che questi fosse stato rapito da loro, ma ciò si è rivelato poi falso. Comunque scomparve per tre giorni senza dire a nessuno dove era stato. Durante l'incontro l'IRB e l'ICA decisero di agire insieme a Pasqua di quell'anno.
Quando, il 24 aprile del 1916, ebbe inizio la Rivolta di Pasqua, Connolly era Comandante della Brigata di Dublino e, avendo quest'ultima un ruolo sostanziale nell'insurrezione, egli era de facto Comandante in Capo della rivolta.
In virtù del suo ruolo, dopo la resa fu giustiziato dall'esercito del Regno Unito, nonostante fosse stato ferito così gravemente durante i combattimenti da non riuscire a stare in piedi per l'esecuzione: fu così fucilato su una sedia.
Gli sopravvissero la moglie e numerosi figli (tra cui il politico Roddy Connolly).

## Post mortem

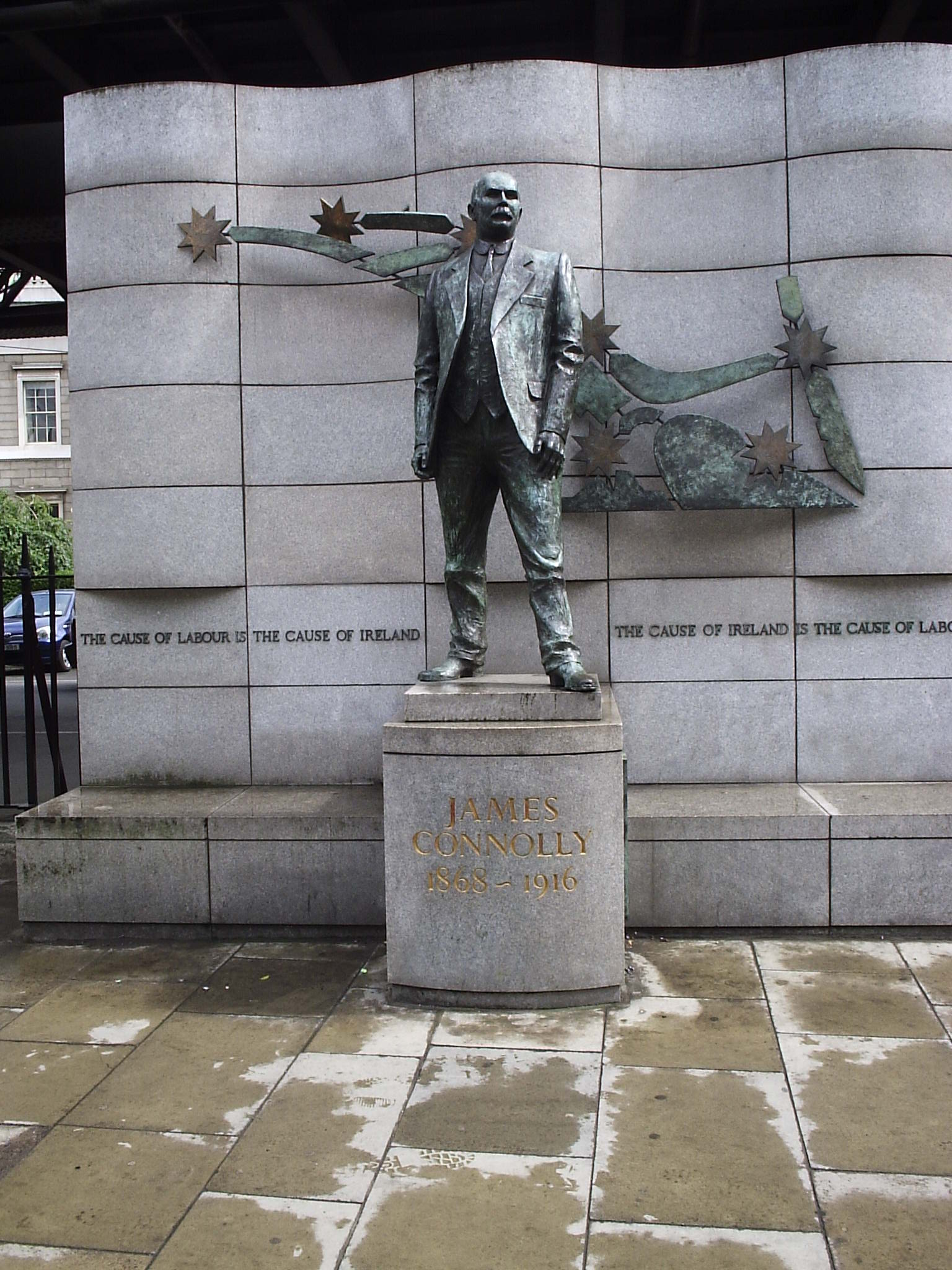
Statua di Connolly a Dublino

La sua fama in Irlanda è legata per lo più al suo contributo per la causa indipendentista, mentre il suo marxismo è passato in secondo piano (nonostante alla sua figura come socialista si rifacciano molti partiti di sinistra e gruppi repubblicani di sinistra). Comunque gli scritti di Connolly dimostrano il suo essere, prima di tutto, un pensatore marxista: in molti dei suoi lavori si scaglia contro ciò che chiama il nazionalismo borghese di coloro che si definiscono patrioti irlandesi.
Connolly fu tra i pochi politici di sinistra della Seconda Internazionale che si opposero alla Grande Guerra; ciò lo mise in contrasto con molti leader dei partiti europei di sinistra, ma al tempo stesso marcò la sua appartenenza al gruppo di coloro che si sarebbero più tardi chiamati comunisti. Era inoltre membro dell'organizzazione radicale Industrial Workers of the World.
Lenin fu un grande ammiratore di Connolly, nonostante i due non si fossero mai incontrati. Egli criticò gli "altri" comunisti, che avevano bollato la ribellione in Irlanda come borghese: secondo Lenin, nessuna rivoluzione era pura e perciò i comunisti avrebbero dovuto unirsi con altri gruppi di insoddisfatti per rovesciare il preesistente ordine sociale. In Scozia il suo pensiero ha influenzato molto quello di socialisti come John Maclean, che combinò in modo simile idee politiche di sinistra con idee nazionaliste con la formazione dello Scottish Workers Republican Party.
Esiste una statua di James Connolly a Dublino, fuori dalla Liberty Hall, dove si trovano gli uffici della SIPTU Trade Union.
Nel 1991 il gruppo statunitense dei Black 47 ha pubblicato la canzone James Connolly.
Nel 2020 il gruppo statunitense celtic punk dei Dropkick Murphys ha pubblicato come singolo la canzone James Connolly, cover dei Black 47.